# Desprogramación
La desprogramación es una táctica controvertida que busca disuadir a alguien de "creencias profundamente arraigadas", como las creencias religiosas. La desprogramación pretende asistir a una persona que sostiene un sistema de creencias particular, considerado perjudicial por quienes inician el proceso, para que cambie esas creencias y corte los lazos con el grupo asociado a ellas. Por lo general, las personas que se identifican como desprogramadores son contratadas por los familiares de la persona, a menudo los padres de hijos adultos. El sujeto de la desprogramación suele ser forzado a someterse al procedimiento, que puede durar días o semanas, en contra de su voluntad.
Los métodos y prácticas de la desprogramación varían, pero a menudo han involucrado secuestro y encarcelamiento falso, lo que en ocasiones ha resultado en condenas penales. La práctica ha generado controversias sobre la libertad de religión, los derechos civiles, la criminalidad y el uso de la violencia. Los defensores de la desprogramación presentan la práctica como una medida necesaria para contrarrestar los procedimientos de "lavado de cerebro" supuestamente empleados por grupos religiosos, que, según ellos, privan al individuo de su capacidad para elegir libremente.

## Contexto
En los Estados Unidos, a principios de la década de 1970, hubo un aumento en el número de nuevos movimientos religiosos. Ted Patrick, conocido como el "padre de la desprogramación", formó una organización llamada "The Citizens' Freedom Foundation" y comenzó a ofrecer servicios de desprogramación para personas que deseaban romper la conexión de un familiar con un nuevo movimiento religioso. Los métodos de Patrick incluían secuestros, restricciones físicas, detención durante días o semanas mientras mantenía una presencia constante con la víctima, privación de comida y sueño, abuso verbal y emocional prolongado, y la profanación de los símbolos de la fe de la víctima.
Los desprogramadores justificaban sus acciones aplicando una teoría de "lavado de cerebro Hawkins" a los nuevos movimientos religiosos. La teoría del lavado de cerebro negaba la posibilidad de una elección espiritual auténtica para un miembro de un nuevo movimiento religioso, proponiendo en cambio que tales individuos estaban sujetos a programas sistemáticos de control mental que anulaban su capacidad de decisión independiente.: 56  La teoría de Ted Patrick sobre el lavado de cerebro era que los individuos eran hipnotizados por ondas cerebrales proyectadas desde los ojos y las yemas de los dedos de un reclutador, tras lo cual el estado se mantenía mediante adoctrinamiento constante, un entorno totalitario y autohipnosis.: 59  Sin embargo, la mayoría de las investigaciones académicas indicaban que las razones para que las personas se unieran, permanecieran o abandonaran los nuevos movimientos religiosos eran complejas, variaban de un grupo a otro y de un individuo a otro, y reflejaban generalmente la presencia continua de una capacidad para la responsabilidad y elección individual.: 43, 61 
La Citizens' Freedom Foundation, que más tarde se convirtió en la Red de Concienciación sobre Cultos, se convirtió en el grupo más prominente en el emergente movimiento anticultos nacional de los años 70 y 80. El movimiento anticultos presionó por acciones legislativas estatales y nacionales para legitimar sus actividades, y aunque tuvo un éxito muy limitado, logró forjar alianzas con varias agencias gubernamentales. Esto se basó principalmente en la propagación de la ideología del lavado de cerebro/control mental, que logró convertir la afiliación con los nuevos movimientos religiosos en un asunto de preocupación pública, en lugar de privada, y dio una pseudolegitimidad a las afirmaciones y acciones más extremas de los anticultos.
Aunque la CFF y la CAN estaban a favor de la desprogramación, se distanciaron de la práctica desde finales de los años 70 en adelante. A pesar de este aparente repudio, continuaron con la práctica. La CFF y la CAN refirieron a miles de clientes de pago a miembros activistas que mantenían listas de desprogramadores. No se conoce el número total de desprogramaciones que ocurrieron, pero en 1980 Ted Patrick afirmó haber sido contratado más de 2000 veces como secuestrador profesional. Surgieron muchos otros operadores durante y después del período en que él estuvo activo, muchos de ellos entrenados por él.: 59  La práctica de la desprogramación fue una parte integral de la ideología y la economía anticultos, y se consideraba una respuesta efectiva a la demanda de personas que querían que un familiar fuera extraído, pero también chocaba con la necesidad de las organizaciones anticultos de presentarse como asociaciones "educativas" (la CFF, por ejemplo, recibió estatus de exención fiscal como fideicomiso educativo). Esto, junto con su tenue estatus legal y moral, significó que la desprogramación tendía a ser desautorizada públicamente, mientras su práctica continuaba de manera clandestina.

## Uso de la violencia
La desprogramación se convirtió en una práctica controvertida debido a la naturaleza violenta e ilegal de algunos de sus métodos. Varios académicos han comentado sobre la práctica. El sociólogo Anson D. Shupe y otros escribieron que la desprogramación es comparable al exorcismo tanto en metodología como en manifestación. El profesor de Sociología y Estudios Judiciales James T. Richardson describió la desprogramación como un "proceso privado de autoayuda mediante el cual los participantes en nuevos movimientos religiosos impopulares (NMR) eran retirados a la fuerza del grupo, encarcelados y sometidos a procesos radicales de resocialización que se suponía debían resultar en su acuerdo para abandonar el grupo". El profesor de Derecho Douglas Laycock, autor de Religious Liberty: The Free Exercise Clause, escribió:
A partir de la década de 1970, muchos padres respondieron a la conversión inicial con la «desprogramación». La esencia de la desprogramación era secuestrar físicamente al converso, aislarlo y restringirlo físicamente, y bombardearlo con argumentos continuos y ataques contra su nueva religión, amenazando con retenerlo para siempre hasta que accediera a abandonarla.
Los desprogramadores operaban generalmente bajo la presunción de que las personas a las que se les pagaba para extraer de organizaciones religiosas eran víctimas de control mental o lavado de cerebro. Dado que la teoría era que tales individuos eran incapaces de pensar racionalmente, se consideraba que medidas extremas estaban justificadas para su propio bien, incluyendo el uso de violencia criminal. Ted Patrick finalmente fue juzgado y condenado por múltiples delitos relacionados con el secuestro y el encarcelamiento falso de sujetos de desprogramación.
La violencia, en uno u otro grado, es común en todos los relatos anecdóticos de desprogramación. Hay numerosos testimonios de personas que describen haber sido amenazadas con un arma, golpeadas, privadas de comida y sueño, y agredidas sexualmente. En estos relatos, la desprogramación generalmente comienza con la víctima siendo forzada a entrar en un vehículo y llevada a un lugar donde está aislada de todos excepto de sus captores. Se les dice que no serán liberados hasta que renuncien a sus creencias, y luego son sometidos a días y, a veces, semanas de presión verbal, emocional, psicológica y/o física hasta que se satisfagan las demandas de sus captores.
Según la socióloga Eileen Barker, "No es necesario depender de las víctimas para obtener historias de violencia: Ted Patrick, uno de los desprogramadores más notorios utilizados por los grupos de concienciación sobre cultos (que ha pasado varios períodos en prisión por sus hazañas), presume abiertamente de alguna de la violencia que empleó". Varios otros miembros prominentes de los "grupos de concienciación sobre cultos» han sido condenados por crímenes violentos cometidos durante las desprogramaciones.
Carol Giambalvo, quien trabajó para la Red de Concienciación sobre Cultos en los años 80 (más tarde abogando por la "asesoría de salida voluntaria" y la "consultoría de reforma del pensamiento"), dijo que aunque los secuestros ciertamente ocurrieron, la práctica más común era detener a las personas por la fuerza en sus propios hogares, o en una cabaña o habitación de motel. Giambalvo relata "historias de horror" de restricciones, golpizas, uso de esposas y armas, abuso sexual e incluso violaciones, aunque afirma que estos se usaban solo en una minoría de casos y que la desprogramación "ayudó a liberar a muchos individuos".

## Racionalidad y efectividad
Carol Giambalvo describió la lógica detrás de la desprogramación así:
Se creía que el control del lavado de cerebro sobre los procesos cognitivos de un miembro de un culto necesitaba ser roto – o "quebrado", como algunos lo llamaban – por medios que sorprendieran o asustaran al cultista para que pensara de nuevo. Por esa razón, en algunos casos se quemaban las fotos del líder del culto o había interacciones altamente confrontacionales entre los desprogramadores y el cultista. A menudo se buscaba una respuesta emocional a la información, el susto, el miedo y la confrontación.
Otra asociada de Ted Patrick, Sylvia Buford, identificó cinco etapas en la desprogramación que, idealmente, llevarían al sujeto a reconocer su condición:
1. Desacreditar a la figura de autoridad
2. Presentar contradicciones - comparar la ideología con la realidad; por ejemplo, "¿Cómo puede predicar amor cuando explota a las personas?"
3. El punto de ruptura, en el que el sujeto comienza a aceptar la posición del desprogramador y comienza a dudar de la ideología
4. Autoexpresión: el sujeto comienza a expresar críticas y quejas contra el culto.
5. Identificación y transferencia: el sujeto comienza a identificarse con los desprogramadores, pensando como un opositor al culto en lugar de como miembro.[23]

Según Giambalvo y otros, sin embargo, la desprogramación frecuentemente fallaba por completo en lograr el resultado deseado y a menudo causaba un daño significativo. Aunque algunos defensores afirmaban una alta tasa de éxito, los estudios muestran que las tasas de abandono natural son en realidad más altas que las logradas por las intervenciones de desprogramación.
El profesor de psiquiatría Saul V. Levine sugiere que es dudoso que la desprogramación ayude a muchas personas y afirma que en realidad causa daño a la víctima por la propia naturaleza de la desprogramación. Para que la desprogramación funcione, la víctima debe ser convencida de que se unió a un grupo religioso en contra de su voluntad. Luego debe renunciar a la responsabilidad y aceptar que, de alguna manera misteriosa, sus mentes fueron controladas. Argumenta que la desprogramación destruye la identidad de una persona y probablemente crea una ansiedad permanente sobre la libertad de elección y deja al sujeto desprogramado dependiente de la guía y el consejo de otros.
El Dialog Center International (DCI), una importante organización cristiana contracultos fundada en 1973 por un profesor danés de misiología y teología ecuménica, Johannes Aagaard, rechaza la desprogramación, creyendo que es contraproducente, ineficaz y puede dañar la relación entre un miembro de un culto y los familiares preocupados.

## Gobierno
Los desprogramadores a veces han operado con el apoyo abierto o tácito de las autoridades policiales y judiciales. Richardson ve la participación del gobierno en la desprogramación como un continuo que va desde la aprobación implícita hasta la participación activa. En los Estados Unidos, donde existen protecciones de la Primera Enmienda para los grupos religiosos, los funcionarios y agencias gubernamentales frecuentemente «hacían la vista gorda» a las actividades de los desprogramadores. En China, las agencias gubernamentales han promovido en ocasiones actividades similares a la desprogramación para imponer puntos de vista oficiales sobre creencias y comportamientos «correctos», por ejemplo, en la represión del movimiento Falun Gong. Esto puede involucrar «esfuerzos vigorosos, incluso violentos, para disuadir a las personas de participar en grupos considerados inaceptables para el gobierno» y han sido «sancionados legalmente mediante la aprobación de leyes que hacen ilegales las actividades o incluso las creencias del movimiento o grupo impopular objetivo».
En los Estados Unidos—en Nueva York, Kansas, Nebraska, Connecticut, Illinois, Nueva Jersey, Ohio, Oregón y Texas—los legisladores intentaron sin éxito legalizar la desprogramación involuntaria, ya sea a través de un proyecto de ley de desprogramación o de legislación de tutela. En Nueva York, dos proyectos de ley fueron aprobados por la legislatura (en 1980 y 1981), pero ambos fueron vetados por el gobernador Hugh Carey debido a su violación de las libertades religiosas y otras constitucionales. En otros estados, los proyectos de ley no lograron aprobarse en la legislatura.

## Controversia y problemas relacionados
En los Estados Unidos, desde mediados de la década de 1970 y durante toda la década de 1980, el control mental fue una teoría ampliamente aceptada en la opinión pública, y la gran mayoría de los relatos de periódicos y revistas sobre desprogramaciones asumían que los familiares de los reclutas estaban bien justificados para buscar tutelas y contratar desprogramadores.
Un aspecto perturbador desde el punto de vista de los derechos civiles fue que las personas que contrataban desprogramadores usaban engaños u otros métodos éticamente cuestionables—incluyendo el secuestro—para poner a su familiar en manos de los desprogramadores, sin permitirles recurrir a un abogado o psiquiatra de su propia elección. Anteriormente, habría una audiencia de cordura primero, y solo entonces un compromiso con un asilo o terapia involuntaria. Pero con la desprogramación, los jueces otorgaban rutinariamente a los padres autoridad legal sobre sus hijos adultos sin una audiencia.
Los críticos sostienen que la desprogramación y la asesoría de salida parten de una premisa falsa. Los abogados de algunos grupos que han perdido miembros debido a la desprogramación, así como algunos defensores de las libertades civiles, sociólogos y psicólogos, argumentan que no son los grupos religiosos los que engañan y manipulan a las personas, sino los desprogramadores.
Durante la década de 1990, el desprogramador Rick Ross fue demandado por Jason Scott, un exmiembro de un grupo pentecostal llamado Life Tabernacle Church, tras un intento fallido de desprogramación. En 1995, el jurado otorgó a Scott US$875,000 en daños compensatorios y US$2,500,000 en daños punitivos contra Ross, que luego se resolvieron por US$5,000 y 200 horas de servicios. Más significativamente, el jurado también encontró que el principal grupo anticultos, conocido como la Red de Concienciación sobre Cultos (CAN), fue un co-conspirador en el crimen y multó a CAN con alrededor de US$1,000,000 en daños punitivos, forzando al grupo a la bancarrota. Este caso se considera a menudo como el que efectivamente cerró la puerta a la práctica de la desprogramación involuntaria en los Estados Unidos.

## Sistema de referencias y sobornos
Los grupos anticultos juegan un papel central en el mantenimiento de la red clandestina de comunicaciones, referencias, transporte y alojamiento necesarios para la continuación de la desprogramación.
La Red de Concienciación sobre Cultos operaba un esquema de referencias (NARDEC) en el que referían a personas a desprogramadores a cambio de un "soborno" en forma de donación o como comisión. Desprogramadores como Rick Alan Ross, Steven Hassan y Carol Giambalvo estaban entre los desprogramadores referidos por la CAN.

## Ejemplos históricos
| Año       | Sujeto                                                                      | Grupo | Descripción | Desprogramador                                            |
| --------- | --------------------------------------------------------------------------- | --- | --- | --------------------------------------------------------- |
| 1974      | Kathy Crampton                                                              | Familia del Amor                                                                                             | El secuestro y la desprogramación fueron televisados en todo Estados Unidos; poco después de lo que se pensó que fue una desprogramación "exitosa", ella regresó al grupo. El desprogramador fue acusado de secuestro pero fue absuelto. | Ted Patrick                                               |
| 1980      | Susan Wirth, una profesora de 35 años que vivía en San Francisco            | Coalición para Luchar contra la Pena de Muerte; Comité de Solidaridad con los Pueblos Africanos; antinuclear | Capturada en la calle y empujada dentro de una camioneta por 4 secuestradores, a instigación de sus padres. Los padres pagaron US$27,000 (aproximadamente $NaN después de la inflación) por la desprogramación, que incluyó ser amordazada, esposada a una cama durante dos semanas, privada de comida y agua, y amenazada repetidamente. A pesar del calvario, Wirth permaneció comprometida con sus causas y habló en contra de la desprogramación, pero declinó presentar cargos legales contra sus padres. | Ted Patrick                                               |
| 1980      | Roberta McElfish, una camarera de 26 años de Tucson                         | Familia Wesley Thomas                                                                                        | Secuestrada en la calle por familiares que pensaban que se había unido a un culto, McElfish logró escapar antes de que se administrara una desprogramación. El desprogramador fue condenado por conspiración, secuestro y encarcelamiento falso; sentenciado a un año en prisión y multado con US$5,000. | Ted Patrick                                               |
| 1981      | Stephanie Riethmiller, quien vivía en Ohio                                  | Relación lesbiana                                                                                            | Secuestrada en las calles por desprogramadores contratados por sus padres, quienes pagaron US$8,000 (aproximadamente $NaN ahora) para que fuera extraída de su relación lesbiana. Fue presuntamente retenida contra su voluntad durante 7 días, acosada constantemente sobre los males de la homosexualidad y violada repetidamente. Las autoridades presentaron cargos de asalto, secuestro y agresión sexual contra los involucrados, pero el juicio resultó mayormente en absoluciones. Presentó cargos civiles contra sus padres y los desprogramadores, que fueron desestimados en un juicio que generó cierta controversia en los medios. | Ted Patrick refirió a los padres a Naomi Goss y James Roe |
| 1981      | Thomas Ward                                                                 | Iglesia de la Unificación                                                                                    | Retenido cautivo durante 35 días y sometido a abuso físico y psicológico por parte de desprogramadores y familiares. En la acción civil de Ward, el Tribunal de Apelaciones del Cuarto Circuito de EE. UU. dictaminó que las leyes de derechos civiles federales protegen contra la discriminación religiosa. El fallo contradijo el principio (entonces común) de «inmunidad parental» en tales casos. |                                                           |
| 1982      | Claire Château, de 21 años, en Dijon, Francia                               | Iglesia de la Unificación                                                                                    | Secuestrada durante el día en la calle central de Dijon, Château fue arrastrada a un automóvil en movimiento, gritando por ayuda. Un examen médico-psicológico mostró que estaba en buen estado de salud mental sin rastros de "lavado de cerebro". Siete personas—familiares y "desprogramadores profesionales" de la ADFI—fueron acusadas de secuestro por el Departamento de Investigación Criminal Regional de Dijon bajo el §341 del código penal francés. El caso contribuyó al abandono gradual de los secuestros y los intentos de desprogramación.                                                                                     | 7 personas: ADFI y familiares                             |
| 1990      | Karen Lever, directora de 33 años de una empresa de consultoría informática | Seminarios Rama                                                                                              | Capturada y empujada dentro de una camioneta por 3 hombres en el aeropuerto de Seattle. Retenida cautiva durante 8 días (custodiada las 24 horas del día sin privacidad) por 7 desprogramadores contratados por sus padres. Tras el completo fracaso de su empresa, los desprogramadores devolvieron a Lever a su automóvil en el aeropuerto. La policía de Seattle le aconsejó que tenía motivos para presentar cargos por secuestro y encarcelamiento falso. | Joseph Szimhart                                           |
| 1990      | Elma Miller, una mujer amish                                                | Secta liberal                                                                                                | Los desprogramadores fueron contratados por su esposo para devolverla a él y a la iglesia amish. Se presentaron cargos penales de conspiración contra el esposo, el hermano y otros dos, pero fueron retirados a solicitud de ella al fiscal. | Ted Patrick                                               |
| Años 1990 | Jason Scott                                                                 | Grupo pentecostal llamado Life Tabernacle Church (parte de la Iglesia Pentecostal Unida Internacional)       | Desprogramación fallida. Scott se convirtió en un exmiembro y demandó. El jurado otorgó a Scott US$875,000 en daños compensatorios, US$1,000,000 en daños punitivos contra la Red de Concienciación sobre Cultos (CAN), y US$2,500,000 contra Ross (resueltos más tarde por US$5,000 y 200 horas de servicios "como consultor experto y especialista en intervención"). | Rick Ross                                                 |

## Asesoría de salida
Los defensores de la "asesoría de salida" la distinguen de las formas coercitivas de desprogramación. La diferencia fundamental es que la desprogramación involuntaria implica el confinamiento forzado del individuo, mientras que en la asesoría de salida, estos son libres de irse en cualquier momento. La ausencia de coerción física se considera que aumenta la probabilidad de establecer una relación y de no alienar, enfurecer o aterrorizar al sujeto. Los asesores de salida suelen ser traídos durante una "intervención familiar", donde explican su rol y buscan cambiar la actitud del sujeto hacia su grupo religioso a través del razonamiento y la persuasión.
Langone, escribiendo en 1993, estimó que los costos de la desprogramación típicamente ascienden a al menos US$10,000 (aproximadamente $NaN tras ajustar por la inflación), en comparación con la asesoría de salida, que típicamente cuesta entre US$2,000 y US$4,000 (aproximadamente $NaN a $8,000 tras ajustar por la inflación), aunque los casos que requieren una investigación extensa de grupos poco conocidos pueden costar mucho más. La desprogramación, especialmente cuando falla, también conlleva un considerable riesgo legal y psicológico (por ejemplo, una alienación permanente del sujeto de su familia).
En la asesoría de salida, estos riesgos psicológicos y legales se reducen. Aunque los desprogramadores preparan a los familiares (excepto al sujeto) para el proceso, los asesores de salida tienden a trabajar directamente con dichos familiares, esperando que aquellos que solicitan la intervención contribuyan al proceso. La asesoría de salida requiere que las familias establezcan un nivel de comunicación razonable y respetuoso con su ser querido antes de que el programa mismo pueda comenzar. Debido a que la desprogramación depende de la coerción (que es ilegal excepto en el caso de tutela y generalmente se considera poco ética), las críticas de los desprogramadores a la organización religiosa tienden a ser menos creíbles para el sujeto que los argumentos de los asesores de salida.